# ウーゴ・エヒオグ
ウゴチュク・"ウーゴ"・エヒオグ（Ugochuku "Ugo" Ehiogu, 1972年11月3日 - 2017年4月21日）は、イングランド・ハックニー区ホマートン出身の元同国代表サッカー選手、サッカー指導者。現役時代のポジションはディフェンダー（センターバック）。

## 経歴
2014年7月25日、トッテナム・ホットスパーFC・U-21部門の監督に就任した。
2017年4月20日、トッテナムのU-23カテゴリーの指導中にトレーニングセンターで昏倒、病院に緊急搬送されたが、治療の甲斐なく翌21日に死亡したことが発表された。44歳没。死因は心臓発作と報じられている。

## 所属クラブ
- ウェスト・ブロムウィッチ・アルビオンFC 1989-1991
- アストン・ヴィラFC 1991-2000
- ミドルズブラFC 2000-2007

→  リーズ・ユナイテッドAFC 2006-2007 (loan)
- レンジャーズFC 2007-2008
- シェフィールド・ユナイテッドFC 2008-2009
- ウェンブリーFC 2012

## 指導歴
- トッテナム・ホットスパーFC U-21-23 2014-2017

## タイトル
アストン・ヴィラ
- フットボールリーグカップ : 1993-94, 1995-96

ミドルズブラ
- フットボールリーグカップ : 2003-04